# R460
De R460 is een regionale weg in West-Ierland. Het vormt de verbindingsroute tussen Gort, County Galway en Milltown Malbay, County Clare

## Trajectbeschrijving
Volgens de Roads Act 1993 (Classification of Regional Roads) Order 2012 is de route als volgt:
 R460 Gort, County Galway - Corofin - Milltown Malbay, County Clare

Between its junction with N66 at Market Square Gort in the county of Galway and its junction with R476 at Corofin in the county of Clare via Church Street at Gort; Ballyhugh and Gortnacullia in the county of Galway: Killourney and Aglish in the county of Clare

and

between its junction with R476 at Ballykinnacorra and its junction with N85 at Carrowkeel via Mauricemills all in the county of Clare

and 

between its junction with N85 at Inagh and its junction with R474 at Knocklosheraun via Cloonanaha and Letterkelly all in the county of Clare.
In populair taalgebruik: Market Square, Gort (Galway) -  Gortnacullia (Galway) - Corofin (Clare) - Mauricemills - Inagh (aansluiting op de N85 naar Ennis)- Four Crosses (Knockloskeraun, aansluiting met R474 richting Ennis - Ennis Road, Milltown Malbay - Main Street, Milltown Malbay (aansluiting op de N67)
De R460 loopt noordelijk langs Slievecallan. Met de aansluiting op de N85 in Inagh vormt het een alternatieve route naar Ennis vanuit Milltown Malbay, naast de R474 die zuidelijk langs de berg loopt.